# Ian Hill
Ian Frank Hill, född 20 januari 1952 i West Bromwich, West Midlands, är en brittisk musiker. Hill lärde sig att spela bas av sin far, en lokal jazzbasist som dog när Ian var bara 15 år gammal. 1969 bildade han med en klasskamrat, K.K. Downing, heavy metal-bandet Judas Priest. Han har alltid spelat bas i Judas Priest. Hans solida och melodiska basspelande är och har alltid varit en god grund för gitarristerna K.K. Downing och Glenn Tipton och Rob Halfords kraftfulla röst.
1973 dejtade Ian Hill en tjej vid namn Sue Halford (Rob Halfords syster) som han senare gifte sig och fick sonen Alex tillsammans med. 1988 skilde han sig från Sue och idag är han i sitt andra äktenskap där han har en dotter.

## Diskografi (urval)
Studioalbum med Judas Priest
- Rocka Rolla (1974)
- Sad Wings of Destiny (1976)
- Sin After Sin (1977)
- Stained Class (1978)
- Killing Machine/Hell Bent for Leather (1978/1979)
- British Steel (1980)
- Point of Entry (1981)
- Screaming for Vengeance (1982)
- Defenders of the Faith (1984)
- Turbo (1986)
- Ram It Down (1988)
- Painkiller (1990)
- Jugulator (1997)
- Demolition (2001)
- Angel of Retribution (2005)
- Nostradamus (2008)
- Redeemer of Souls (2014)
- Firepower (2018)